# Torre degli Appiani (Punta Ala)
La Torre degli Appiani, nota anche come Torre dello Sparviero o Torre di Troia Vecchia, si trova sull'Isolotto dello Sparviero (Mar Tirreno) di fronte alla località balneare di Punta Ala, nel territorio comunale di Castiglione della Pescaia.

## Storia
La torre fu edificata in epoca medievale, divenendo in seguito una delle fortificazioni fondamentali per il sistema difensivo del Principato di Piombino. Nel 1561 gli Appiani decisero la sua ricostruzione perché la struttura difensiva versava in precarie condizioni.
Il luogo fu tuttavia scenario di alcune violente scorribande piratesche che causarono gravi danni all'edificio e perdite umane che scoraggiarono i militari a prestarvi servizio. La torre dell'Isolotto dello Sparviero andò così incontro ad un lento ed inesorabile declino che ha ridotto l'originaria struttura in ruderi.

## Descrizione
La Torre degli Appiani, ben visibile anche dalla terraferma, si presenta a sezione circolare poggiante su un possente basamento a scarpa; le pareti sono rivestite in pietra e si caratterizzano per un notevole spessore, che in alcuni punti è addirittura superiore ai 2 metri.
La parte alta è quella che presenta maggiormente i segni del lungo periodo di abbandono, essendo caratterizzata da un coronamento, parzialmente distrutto, di mensole e archetti ciechi dove, probabilmente, trovava appoggio la merlatura che delimitava la terrazza sommitale.